# Лэндон, Кристофер
Кристофер Бо Лэндон (англ. Christopher Beau Landon; род. 27 февраля 1975) — американский сценарист и режиссёр.

## Карьера
Лэндон изучал сценарное мастерство в университете Лойола Мэримаунт, который оставил после трёх лет, когда режиссёр Ларри Кларк предложил ему работу. В соавторстве с Эдди Литтлом и Стивеном Чином он написал сценарий к фильму «Ещё один день в раю», который в итоге срежиссировал сам Кларк, пригласив на главные роли Джеймса Вудса и Мелани Гриффит. После выхода фильма Лэндон совершил публичный каминг-аут как гей.
В 2007 году на экраны вышли фильмы «Кровь и шоколад» и «Паранойя», сценаристом которых выступил Лэндон. В том же году он начал работу над сериалом «Грязные мокрые деньги», где занимал должность сценариста на протяжении двух лет.
В 2010 году Лэндон поставил свой режиссёрский дебют, фильм «Горящие пальмы», к которому также написал сценарий. Он также выступил автором сценария фильма ужасов «Паранормальное явление 2», и ряда его сиквелов.

## Личная жизнь
Лэндон родился в Лос-Анджелесе, в семье актёра Майкла Лэндона и Линн Ноэ, и является младшим из четырёх детей, родившихся в браке. Он также имеет сводную сестру и трёх сводных братьев по отцовской линии. Его родители развелись в 1980 году, когда ему было четыре года, после чего он жил с отцом, вплоть до его смерти в 1991 году.
В 2016 году Лэндон сочетался браком с Коди Моррисом. У них есть двое сыновей.

## Фильмография

### Режиссёр
- Единственный ребёнок (1996; короткометражный фильм)
- Стоп! Снято! (1999—2004)
- Горящие пальмы (2010)
- Паранормальное явление: Метка Дьявола (2014)
- Скауты против зомби (2015)
- Счастливого дня смерти (2017)
- Счастливого нового дня смерти (2019)
- Дичь (2020)
- У нас привидение! (2023)
- Дроп (2025)

### Сценарист
- Ещё один день в раю (1998)
- $30 (1999)
- Жизнь парней 3 (2000)
- Кровь и шоколад (2007)
- Паранойя (2007)
- Грязные мокрые деньги (2007—2009)
- Горящие пальмы (2010)
- Паранормальное явление 2 (2010)
- Паранормальное явление 3 (2011)
- Паранормальное явление 4 (2012)
- Паранормальное явление: Метка Дьявола (2014)
- Скауты против зомби (2015)
- Счастливого дня смерти (2017)
- Счастливого нового дня смерти (2019)
- Дичь (2020)

### Продюсер
- $30 (1999)
- Жизнь парней 3 (2000)
- Грязные мокрые деньги (2007—2009)
- Паранормальное явление 3 (2011)
- Глаза-сердечки (2025)